# Åkertjärnen (Själevads socken, Ångermanland)
Åkertjärnen är en sjö i Örnsköldsviks kommun i Ångermanland och ingår i Moälvens huvudavrinningsområde.